# Setra S 328 DT
Setra S 328 DT (type 319) var en dobbeltdækkerturistbus fremstillet af den tyske busfabrikant Setra i årene 1992 til 2001. Modellen afløste S 228 DT, og blev afløst af S 431 DT.
Bussen havde plads til 75 passagerer, og var som standard udstyret med sikkerhedssystemerne ABS og ASR

## Motorer
- Mercedes-Benz type OM 402 LA, V8 turbodiesel 12.763 cm³, 280 kW (381 hk)
- Mercedes-Benz type OM 442 LA VI/3, V8 turbodiesel 14.618 cm³, 280 kW (381 hk)
- Mercedes-Benz type OM 442 LA, V8 turbodiesel 14.618 cm³, 370 kW (503 hk)
- Mercedes-Benz type OM 442 LA XI/1, V8 turbodiesel 14.618 cm³, 385 kW (523 hk)